# FC Pinzgau Saalfelden
FC Pinzgau is een in 2007 opgerichte voetbalclub uit het dorp Saalfelden dat ligt in de Oostenrijkse deelstaat Salzburg. De thuiswedstrijden worden gespeeld in de Arena Saalfelden. De traditionele kleuren zijn blauw-wit. 

## Geschiedenis
Op 23 mei 2007 werd FC Pinzgau opgericht na een fusie tussen de twee voetbalclubs uit Saalfelden, te weten 1. Saalfeldner SK en ESV Saalfelden. Vanaf 2004 kwam het vlaggenschip van de vereniging al uit onder de naam SG Saalfelden. 
De voetbalclub heeft sinds de oprichting vooral in de hoogste regionen van het amateurvoetbal gespeeld. In 2019 werden de ambities van FC Pinzgau kracht bijgezet toen drie Amerikaanse investeerders zich aan de club verbonden. Op termijn zou de semiprofessionele 2. Liga bereikt moeten worden. Eigenlijk had de promotie naar de 2. Liga al in 2020 moeten plaatsvinden, maar vanwege het ontbreken van een lichtinstallatie kon de club niet voldoen aan de eisen van de Oostenrijkse voetbalbond. De lichtmasten die besteld waren, kwamen uit China en liepen vertragen op vanwege het coronavirus.